# 莫羅茲夫卡 (馬林區)
50°55′45″N 29°25′4″E / 50.92917°N 29.41778°E
莫羅茲夫卡（烏克蘭語：Морозівка），是烏克蘭北部的村莊，隸屬日托米爾州的科羅斯滕區。該村始建於1868年，面積1.42平方公里，海拔高度172米，2001年人口231，人口密度每平方公里162.91人。